# Macraspis plicipennis
Macraspis plicipennis är en skalbaggsart som beskrevs av Ohaus 1922. Macraspis plicipennis ingår i släktet Macraspis och familjen Rutelidae. Inga underarter finns listade i Catalogue of Life.